# 澤內什蒂鄉
46°49′N 26°33′E / 46.817°N 26.550°E
澤內什蒂鄉（羅馬尼亞語：Comuna Zănești, Neamț），是羅馬尼亞的鄉份，位於該國東北部，由尼亞姆茨縣負責管轄，處於布加勒斯特以北270公里，每年平均降雨量876毫米，海拔高度261米，2007年人口6,196。